# 传久寺
传久寺（日语：傳久寺）是位于日本东京的真宗大谷派佛教寺庙。传久寺建于1628年（宽永5年），時名成滿寺，位於牛込津久戶；次年，遷往牛込横寺町，改稱寬永寺。1640年（寬永17年），爲紀念寺廟開基者大岡傳左衛門與大岡久蔵，改稱今名。1657年（明歷3年），遷至現址。1945年（昭和20年），寺庙本堂与与庫裏皆遭空袭烧毁，今本堂于1981年（昭和56年）由僧众重建。